# Större linjordloppa
Större linjordloppa (Aphthona euphorbiae) är en skalbaggsart som först beskrevs av Franz Paula von Schrank 1781.  Större linjordloppa ingår i släktet Aphthona, och familjen bladbaggar. Enligt den finländska rödlistan är arten nära hotad i Finland. Arten är reproducerande i Sverige. Artens livsmiljö är odlingsmark.

## Bildgalleri

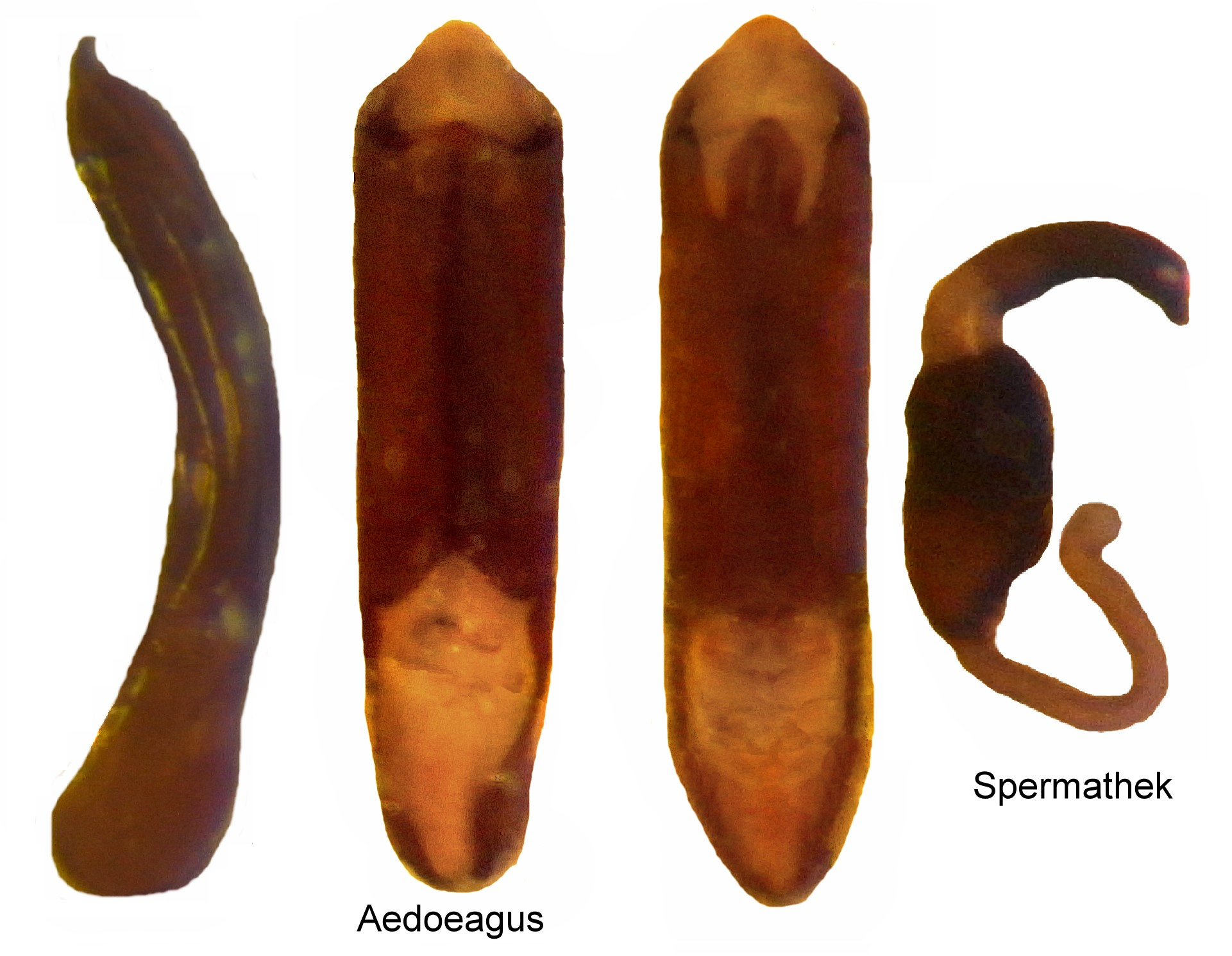
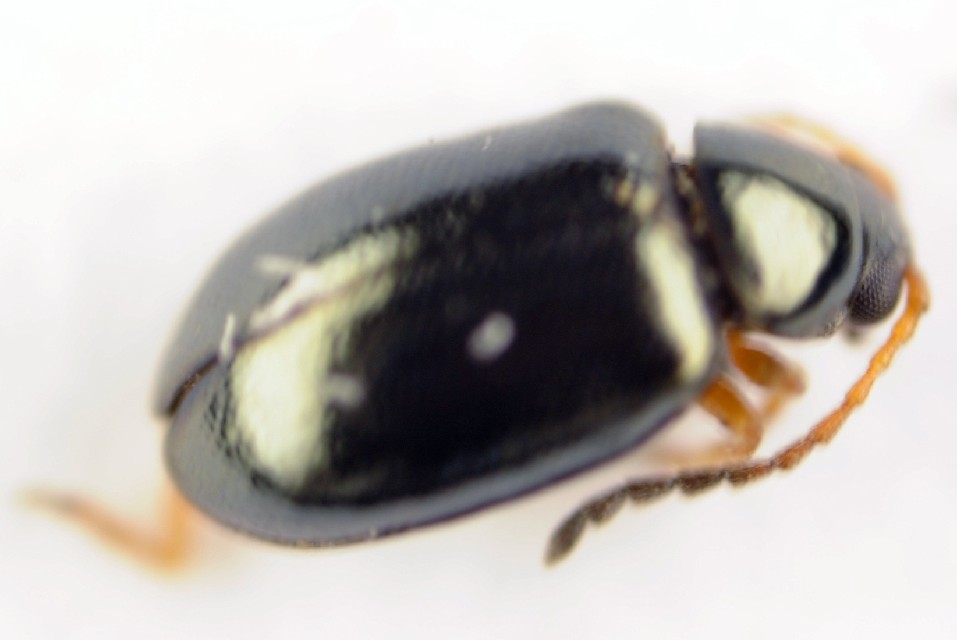